# Нарбонета
Нарбонета (ісп. Narboneta) — муніципалітет в Іспанії, у складі автономної спільноти Кастилія-Ла-Манча, у провінції Куенка. Населення — 55 осіб (2010).
Муніципалітет розташований на відстані близько 200 км на схід від Мадрида, 65 км на південний схід від Куенки.

## Демографія
Динаміка населення (INE ):